# Гудилко Надія Степанівна
Надія Степанівна Гуди́лко (нар. 20 жовтня 1950, Линове) — українська художниця-реставратор, майстриня декоративного розпису, витинанки, вишивки; член Національної спілки майстрів народного мистецтва України з 1998 року. Заслужений майстер народної творчості України з 2009 року, лауреат Сумської обласної премії імені Пилипа Рудя.

## Біографія
Народилася 20 жовтня 1950 у селі Линовому (нині Конотопський район Сумської області, Україна). 1969 року закінчила Тернопільську школу декораторів-рекламознавців.
Упродовж 1969—1989 років працювала оформлювачем на Сумському рекламному комбінаті облспоживспілки; з 1995 року — художник-реставратор тканин Сумського художнього музею.

## Творчість
Створює розписи гуашшю, темперою, акрилом й олією на склі, картоні, папері, полотні; вишивки, зафіксовані голкою різнокольоровими нитками та техніками «вільного малюнку» на рушниках, елементах жіночого вбрання; витинанки з мотивами дерева життя, квітів, птахів, тварин; авторські ляльки. Серед робіт:
розписи
- «А ми такі паровані» (1995);
- «Самотній птах» (1995);
- «Яскрава квітка» (1995);
- «Пава мати вчить сина літати» (1996);
- «Танцюючий козак» (1996);
- «Маки» (1996);
- «Закувала зозуленька» (1999);
- «Осінній мотив» (1999);
- «Зимова фантазія» (1999);
- «Знову цвітуть каштани» (2000);
- «Ласунка горіхів» (2000);
- «Рясніє калина — моя Україна» (2000);
- «Диво-квітка» (2000);

витинанки
- «Росяні передзвони» (2000);
- «Семиквітка» (2000);
- «Вазон двох сердець» (2000);
- «Стожари» (2003);
- «Помаранчевий вазон» (2004);
- «Калинове місто» (2004);
- «Осіннє золото» (2004);
- «Півники в горобині» (2005).

Нею відреставровано десятки мистецьких творів. Художниця заново відтворила окремі фрагменти вишивок та втрати бісерних елементів на рушниках, декоративних панно, рукавах жіночих сорочок, серветках і килимках.
Бере участь в обласних та всеукраїнських мистецьких виставках з 1995 року. Персональні виставки відбулися у Сумах у 1996, 2000, 2005 роках.
Окремі роботи зберігаються у Сумському та Лебединському художніх музех. 